# 2066.
◄ | 20. stoljeće | 21. stoljeće | 22. stoljeće | ►
◄ | 2030-ih | 2040-ih | 2050-ih | 2060-ih | 2070-ih | 2080-ih | 2090-ih | ►
◄◄ | ◄ | 2063. | 2064. | 2065. | 2066. | 2067. | 2068. | 2069. | ► | ►►
Astronomija

## Događaji
- 22. lipnja – Prstenasta pomrčina Sunca koju će se moći vidjeti u sjevernoj Kanadi.
- 17. studenoga – Potpuna pomrčina Sunca koju će se moći vidjeti na Tihom oceanu, jugu Zapadne Australije i na Novom Zelandu.